# Eurídice (muller de Creont)
D'acord amb la mitologia grega, Eurídice (en grec antic Εὐρυδίκη) va ser la muller de Creont, rei de Tebes. Va tenir dos fills, Hemó i Meneceu.
Segons Antígona, la tragèdia de Sòfocles, Hemó estava promès a Antígona, la filla d'Èdip, i se suïcidà quan aquesta va ser condemnada a mort per Creont. Eurídice, en veure la tragèdia que el seu marit havia portat a la família, es va apunyalar (o segons una altra versió, es va penjar). Meneceu ja havia estat mort pel seu pare, en un sacrifici d'expiació durant la guerra dels set Cabdills contra Tebes.